# تيت سميث
تيت سميث (بالإنجليزية: Tate Smith)‏ هو كاياكير أسترالي، ولد في 19 نوفمبر 1981 في سيدني في أستراليا.

## وصلات خارجية
- تيت سميث على موقع أوليمبيديا (الإنجليزية)
- تيت سميث على موقع اللجنة الأولمبية الأسترالية (الإنجليزية)